# YUV

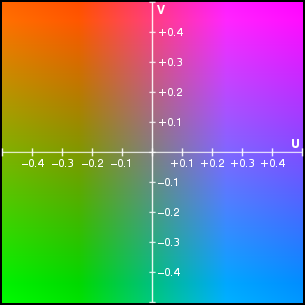
Exemple d'une plage U-V, où Y' = 0,5, représenté à l'intérieur de la gamme de couleurs R'G'B' ; en noir et blanc, seule Y est utilisée, toutes ces couleurs rendent donc le même gris.

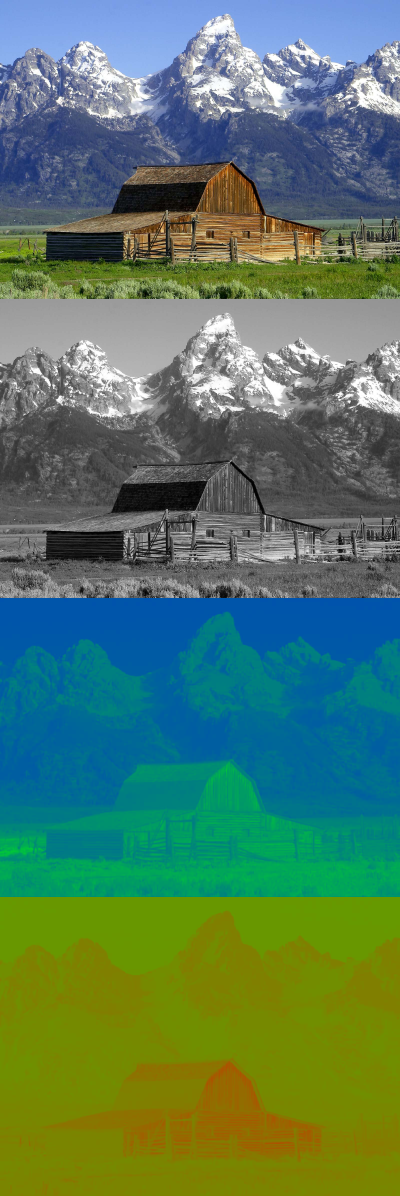
Décomposition d'une image en Y'UV.

Le modèle YUV ou plus précisément Y'UV définit un espace de couleur en trois composantes. La première, Y', représente la luma (à ne pas confondre avec la luminance relative notée Y, le symbole prime de Y' indiquant une correction de gamma) et les deux autres, U et V, représentent la chrominance. Y'UV est utilisé dans le système de diffusion télévisuelle PAL. Le NTSC utilise l'espace Y'IQ. Le système SÉCAM utilise quant à lui l'espace colorimétrique Y'DbDr, dérivé de Y'UV.
Dans le traitement des signaux vidéo couleur, on ajuste les coefficients des signaux U et V de telle sorte que la valeur crête à crête soit égale à la valeur maximale de Y', soit 0,7 V.

## Intérêt et principe
Ce standard a été développé à une époque où il fallait assurer la compatibilité entre des récepteurs de télévision noir et blanc et des récepteurs couleur.
La couleur étant créée par la juxtaposition de trois types de luminophores rouge (R), vert (anglais : green, G) et bleu (B), il faut transmettre trois composantes, trois signaux. Cependant, le noir et blanc ne comprend qu'une seule teinte, le niveau de gris. Les trois signaux transmis ne sont donc pas les trois composantes RGB mais la teinte de gris Y ou Y', et la différence entre cette teinte et deux autres composantes.
Ainsi, un récepteur noir et blanc ne traitera que la composante Y ou Y' et les récepteurs couleur déduiront les trois composantes chromatiques par simple soustraction. Schématiquement, on transmet trois composantes Y, U et V :
Y ≃ R + G + B
U ≃ B – Y
V ≃ R – Y
et dans le cas d'un récepteur couleur, on déduit :
R ≃ Y + V
G ≃ (–Y – U – V)
B ≃ Y + U
Dans la pratique, les luminophores n'ont pas le même rendement, on applique donc des coefficients correcteurs.

## Équations
Le signal Y'UV est créé depuis une source R'G'B' (rouge, vert et bleu), les symboles prime indiquant une correction de gamma. Les valeurs de R', G' et B' sont additionnées selon leur poids relatif pour obtenir le signal Y'. Ce dernier représente la luminance de la source. Le signal U  est obtenu en soustrayant le Y' du signal bleu d'origine ; de façon similaire le V est obtenu en soustrayant Y' du signal rouge. Ces opérations peuvent facilement être réalisées au moyen d'un circuit analogique.
Les équations suivantes peuvent être utilisées pour dériver Y', U et V à partir des composantes R', G' et B' :
(R', G', B', Y') ∈ [0 ; 1]4
U ∈ [−0,436 ; 0,436]
V ∈ [−0,615 ; 0,615]
Cependant, les limites autorisées sur U et V dépendent de Y'.
De R'G'B' à Y'UV :
Y' = 0,299⋅R' + 0,587⋅G' + 0,114⋅B'
U =  0,492⋅(B' − Y') = −0,14713⋅R' − 0,28886⋅G' + 0,436⋅B' 
V = 0,877⋅(R' − Y') = 0,615⋅R' − 0,51498⋅G' – 0,10001⋅B' 
De Y'UV à R'G'B' :
R' = Y' + 1,13983⋅V
G' = Y' − 0,39465⋅U − 0,58060⋅V
B' = Y' + 2,03211⋅U
Ou en utilisant ces matrices :
{\displaystyle {\begin{bmatrix}\mathrm {Y} '\\\mathrm {U} \\\mathrm {V} \end{bmatrix}}={\begin{bmatrix}0,299&0,587&0,114\\-0,147\,13&-0,288\,86&0,436\\0,615&-0,514\,98&-0,100\,01\end{bmatrix}}{\begin{bmatrix}\mathrm {R} '\\\mathrm {G} '\\\mathrm {B} '\end{bmatrix}}}
{\displaystyle {\begin{bmatrix}\mathrm {R} '\\\mathrm {G} '\\\mathrm {B} '\end{bmatrix}}={\begin{bmatrix}1&0&1,139\,83\\1&-0,394\,65&-0,580\,60\\1&2,032\,11&0\end{bmatrix}}{\begin{bmatrix}\mathrm {Y} '\\\mathrm {U} \\\mathrm {V} \end{bmatrix}}}
Ces coefficients sont empiriques.